# کودالور
کودالور (به انگلیسی: Cuddalore) یک منطقهٔ مسکونی در هند است که در بخش کدالور واقع شده‌است. کودالور ۱۷۳٬۶۷۶ نفر جمعیت دارد و ۱ متر بالاتر از سطح دریا واقع شده‌است.